# Flux migratori

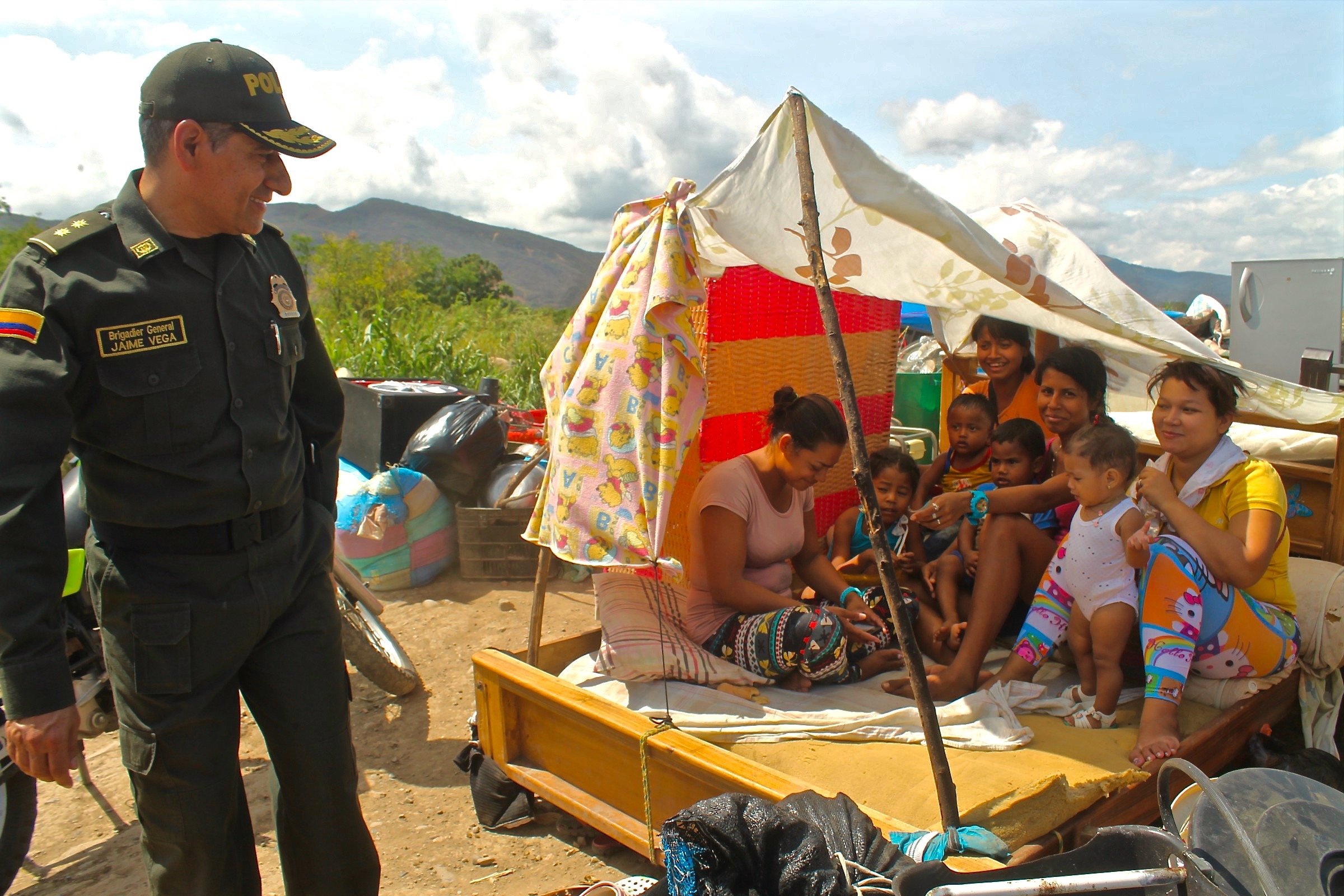
Veneçolans fugits a Colòmbia l'any 2015.

Els fluxos migratoris poden definir-se com la repetició de pautes a la immigració. És a dir la circulació massiva d'emigrants d'una determinada regió cap una altra, generalment buscant unes millors condicions de vida o fugint de violència, conflictes armats, catàstrofes naturals o discriminació, durant un període prolongat en el temps. Només podem parlar de flux quan es produeix de forma sistemàtica i amb uns punts clars emissors i receptors de migrants.
Alguns exemples de fluxos migratoris podrien ésser:
- La crisi dels refugiats a Europa. On es pot observar un flux principal de migrants que ixen del llevant islàmic (especialment Síria) amb destí centre-nord d'Europa a través de Turquia, Grècia i els Balcans.
- La crisi política de Veneçuela. On els problemes de subsistència dissidència política han forçat molts veneçolans a abandonar el país amb destí Colòmbia, Brasil o, fins-i-tot, els Estats Units.

Les conseqüències de l'aparició de fluxos migratoris són complexes i poden afectar greument el desenvolupament i la societat tant dels països emissors com dels receptors.